# Athletic Club 1988-1989
Questa voce raccoglie le informazioni riguardanti l'Athletic Club nelle competizioni ufficiali della stagione 1988-1989.

## Rosa
| N. |                    | Ruolo | Calciatore            |
| -- | ------------------ | ----- | --------------------- |
|    | Spagna (bandiera)  | P     | Francisco Iruarrizaga |
|    | Brasile (bandiera) | P     | Biurrun               |
|    | Spagna (bandiera)  | D     | Andoni Lakabeg        |
|    | Spagna (bandiera)  | D     | Patxi Ferreira        |
|    | Spagna (bandiera)  | D     | Manuel Núñez          |
|    | Spagna (bandiera)  | D     | Genar Andrinua        |
|    | Spagna (bandiera)  | D     | Andoni Aiarza         |
|    | Spagna (bandiera)  | D     | Txirri                |
|    | Spagna (bandiera)  | D     | Patxi Salinas         |
|    | Spagna (bandiera)  | D     | Iñigo Lizarralde      |
|    | Spagna (bandiera)  | D     | Rafael Alkorta        |
|    | Spagna (bandiera)  | C     | Joseba Agirre         |

| N. |                   | Ruolo | Calciatore          |
| -- | ----------------- | ----- | ------------------- |
|    | Spagna (bandiera) | C     | Josu Urrutia        |
|    | Spagna (bandiera) | C     | Ander Garitano      |
|    | Spagna (bandiera) | C     | Juan José Elgezabal |
|    | Spagna (bandiera) | C     | José Ramón Gallego  |
|    | Spagna (bandiera) | C     | Luis Fernando       |
|    | Spagna (bandiera) | C     | Ismael Urtubi       |
|    | Spagna (bandiera) | A     | Estanislao Argote   |
|    | Spagna (bandiera) | A     | Eduardo Estíbariz   |
|    | Spagna (bandiera) | A     | Félix Sarriugarte   |
|    | Spagna (bandiera) | A     | Pedro Uralde        |
|    | Spagna (bandiera) | A     | Ricardo Mendiguren  |
|    | Spagna (bandiera) | A     | Roberto Martinez    |

### Staff tecnico
- Allenatore:  Howard Kendall

Come da politica societaria la squadra è composta interamente da giocatori nati in una delle sette province di Euskal Herria o cresciuti calcisticamente nel vivaio di società basche.

### Statistiche
- 38: Biurrun
- 37: Luis Fernando
- 36: Ferreira
- 35: Lakabeg
- 34: Uralde, Andrinua
- 33: Alkorta
- 32: Mendiguren
- 26: Argote, Gallego
- 23: Garitano
- 22: Sarriugarte
- 21: Lizarralde
- 20: Patxi Salinas
- 15: Urtubi
- 12: Txirri, Estibariz
- 9: Núñez
- 7: Aiarza
- 5: Urrutia
- 3: Elgezabal, Roberto Martinez
- 1: Agirre, Iruarrizaga

- 13: Uralde
- 9: Mendiguren
- 6: Sarriugarte
- 4: Ferreira, Garitano
- 3: Txirri
- 1: Luis Fernando, Lakabeg, Andrinua, Argote, Urtubi, Agirre

## Vittorie e piazzamenti
- Primera División: 7°
- Copa del Rey: Dopo aver eliminato il Sestao al primo turno (0-0 e 1-0), negli ottavi di finale l'Athletic viene eliminato dal Real Valladolid (1-1 e 3-1).
- Coppa UEFA: Dopo aver eliminato l'AEK Atene al primo turno (sconfitta 1-0 e vittoria 2-0), nei sedicesimi di finale l'Athletic viene estromesso dalla Juventus (sconfitta 5-1 e vittoria 3-2).